# ریه‌ها (آلبوم)
«ریه‌ها» (به انگلیسی: Lungs) آلبومی از فلورنس اند د مشین است که در ۳ ژوئیه ۲۰۰۹ منتشر شد.